# 墨西哥航空2431号班机坠毁事故
墨西哥國際連接航空公司2431號班機是一趟墨西哥国内定期客运航班，計劃從杜蘭戈國際機場飛往首都墨西哥城的贝尼托·胡亚雷斯国际机场。在2018年7月31日從杜蘭戈起飛后不久墜毀。機上103人全部生還，但有39人受伤。大多数乘客都是美国公民。

## 機型
本次航機機型为巴西航空工業E190，登记編號為XA-GAL，厂商序列号为19000173。 它在2008年于巴西進行首次飛行。起初這架飛機運到全美航空公司，並與之後的2009年以N960UW編號出售给共和航空。该飞机在共和航空所有權下重新註冊為N167HQ，并在子公司中西航空公司旗下營運，后来轉入另一子公司邊疆航空，直至2013年末。 在共和航空將巴西航空工業190飞机从其服役機型中退役后，該航空于2014年將N167HQ租給墨西哥国际连接航空，注册编号变为XA-GAL。飞机坠毁时，其机龄已達10.3年。

## 事故
當地時間下午3:45，天气恶劣，飞机试图從杜蘭戈國際機場起飛。目的地是墨西哥城的貝尼托·胡亞雷斯国际机场。飞机加速準備起飞時突然偏離跑道，并迅速衝出到跑道盡頭後方1,500英尺（460）处的田地裡。機上103人全部在事故中生還。飛機在事故後的大火中損毀。

## 调查
事故调查由墨西哥民用航空总局主导，美国国家运输安全委员会和美国联邦航空管理局提供协助。巴西航空工业公司和通用电气亦协助调查。该飞机的飞行记录仪已被寻获。
2019年2月23日，墨西哥民用航空总局發表了最终調查报告，指出當時位於低空的風切變令飛機於起飛後失速，無法維持高度而墜毀。報告中並未發現任何與機械相關的因素導致意外發生。
報告亦指出機員間的錯誤操作亦間接令意外發生。機長並不符合指導員的資格，卻為受訓機師進行指導，令他們都未能快速意識到週邊環境的情況。另外，兩名機師均未發現機長和副機長的空速表並不一致，而他們於起飛前未完全跟從標準作業程序，未為客機配置起飛時的天氣狀況，令客機未預備好於風切變的情況下起飛。報告亦指空中管制員未適時向航班通知天氣資訊，包括急速轉差的能見度及風速風向的轉變。